# Misura
Der Misura war ein Flächenmaß und Getreidemaß, das auf den ionischen Inseln, wie Korfu, Zante und anderen galt. Auf Mallorca wurde es als Flüssigkeitsmaß verwendet. Hier nahm man es für Öl.

## Feldmaß
Als Feldmaß Baccile, wie es auch bezeichnet wurde, waren 8 Misura = 1 Moggio
- 1 Misura = 10,844 Pariser Geviertfuß = 1144 ⅓ Quadratmeter = 80 7/12 Geviertruten
- 1 Misura = 400 Quadratfuß = 13,96  Ar[1]

Das Maß war auch zum Vermessen von Weinbergen bestimmt. Als Weinbergsmaß galt
- 3 Zappada = 1 Misura, das man auch als Tagewerk einstufte.

## Ölmaß
Die Öl-Misura war 16,58 Litre groß und wurde in 4 Cuartanes gestückelt.

## Getreidemaß
Das Getreidemaß auf der Insel Korfu war so festgelegt
- 1 Moggio = 8 Misura = 132 3/5 Pariser Kubikzoll = 2 ⅝ Litre